# Hoya aeschynanthoides
Hoya aeschynanthoides ist eine Pflanzenart der Gattung der Wachsblumen (Hoya) aus der Unterfamilie der Seidenpflanzengewächse (Asclepiadoideae).

## Merkmale
Hoya aeschynanthoides ist eine ausdauernde, epiphytische, mehr kriechende als kletternde Pflanze mit fadenförmigen, verzweigten Trieben. Die flexiblen Zweige hängen von Baumästen herunter oder liegen mit aufsteigenden Spitzen Ästen auf. Sie sind dicht beblättert und mit Haft- und Luftwurzeln versehen. Die Blätter sind kurz gestielt, die Blattstiele sind 0,3 bis 0,5 cm lang und fein borstig behaart. Die Blattspreiten sind breit-eiförmig bis elliptisch, 1,5 bis 2,3 cm lang und 1 bis 1,8 cm breit. Sie sind auf Ober- und Unterseite flaumig behaart.
Der doldenförmige Blütenstand ist kurz gestielt. Der Blütenstandsstiel ist borstig behaart und 0,5 bis 1 cm lang. Die Blütenstiele sind ebenfalls borstig behaart und 0,5 cm. Die weiße Blütenkrone hat einen Durchmesser von 5 mm. Die borstig behaarten Kelchblätter sind lanzettlich-länglich und 1,5 mm lang. Die Kronblattzipfel sind eiförmig-dreieckig, außen kahl, innen an den Rändern dicht mit Zilien besetzt, ansonsten kahl. Die Zipfel der Nebenkrone steigen auf und überragen die Staubbeutel. Die inneren Fortsätze sind lanzettlich mit geschnäbelten Spitzen, der äußere Fortsatz ist länglich mit gespaltenem Ende. Der Staubbeutelfortsatz ist trapezförmig, der Anhang ist dreieckig und durchsichtig. Der Griffelkopf ist konisch.

## Ähnliche Art
Hoya aeschynanthoides soll nach Rudolf Schlechter näher mit Hoya lacunosa Blume verwandt sein; diese Art gehört zur Sektion Otostemma. Nach Kloppenburg gehört die Art aber in die Sektion Acanthostemma.

## Geographische Verbreitung und Habitat
Das Verbreitungsgebiet ist auf das Gebiet am Long Dett, Ostborneo bzw. Kalimantan (früherer Staat Koetei/Kutei) beschränkt. Das Typusexemplar wuchs dort auf Bäumen im tropischen Regenwald. Rudolf Schlechter fand die Pflanze blühend im August 1901.

## Taxonomie
Das Taxon wurde 1913 von Rudolf Schlechter erstmals beschrieben. Der Lectotypus wurde von Rodda (2017) bestimmt; es ist das Exemplar Schlechter, R.13550, im Herbarium des Botanischen Gartens in Berlin (B100277178). Das Taxon wird von Plants of the World online als gültiges Taxon geführt.